# Erioptera otayba
Erioptera otayba là một loài ruồi trong họ Limoniidae. Chúng phân bố ở miền Australasia.